# Черемхово (Красночикойський район)
Черемхо́во (рос. Черемхово) — село у складі Красночикойського району Забайкальського краю, Росія. Адміністративний центр Черемховського сільського поселення.

## Населення
Населення — 686 осіб (2010; 712 у 2002).
Національний склад (станом на 2002 рік):
- росіяни — 96 %